# Calycodes anthos
Calycodes anthos är en plattmaskart. Calycodes anthos ingår i släktet Calycodes och familjen Calycodidae. Inga underarter finns listade i Catalogue of Life.